# Celia Pérez Cuenca
Celia Pérez Cuenca (24 de enero de 1994) es una deportista española que compite en esgrima, especialista en la modalidad de sable. Ganó dos medallas en el Campeonato Europeo de Esgrima de 2024, oro en la prueba individual y bronce por equipos.

## Palmarés internacional
| Campeonato Europeo | Campeonato Europeo | Campeonato Europeo | Campeonato Europeo |
| Año                | Lugar              | Medalla            | Prueba             |
| ------------------ | ------------------ | ------------------ | ------------------ |
| 2024               | Basilea (Suiza)    | Medalla de oro     | Sable individual   |
| 2024               | Basilea (Suiza)    | Medalla de bronce  | Sable por equipos  |